# Zweten

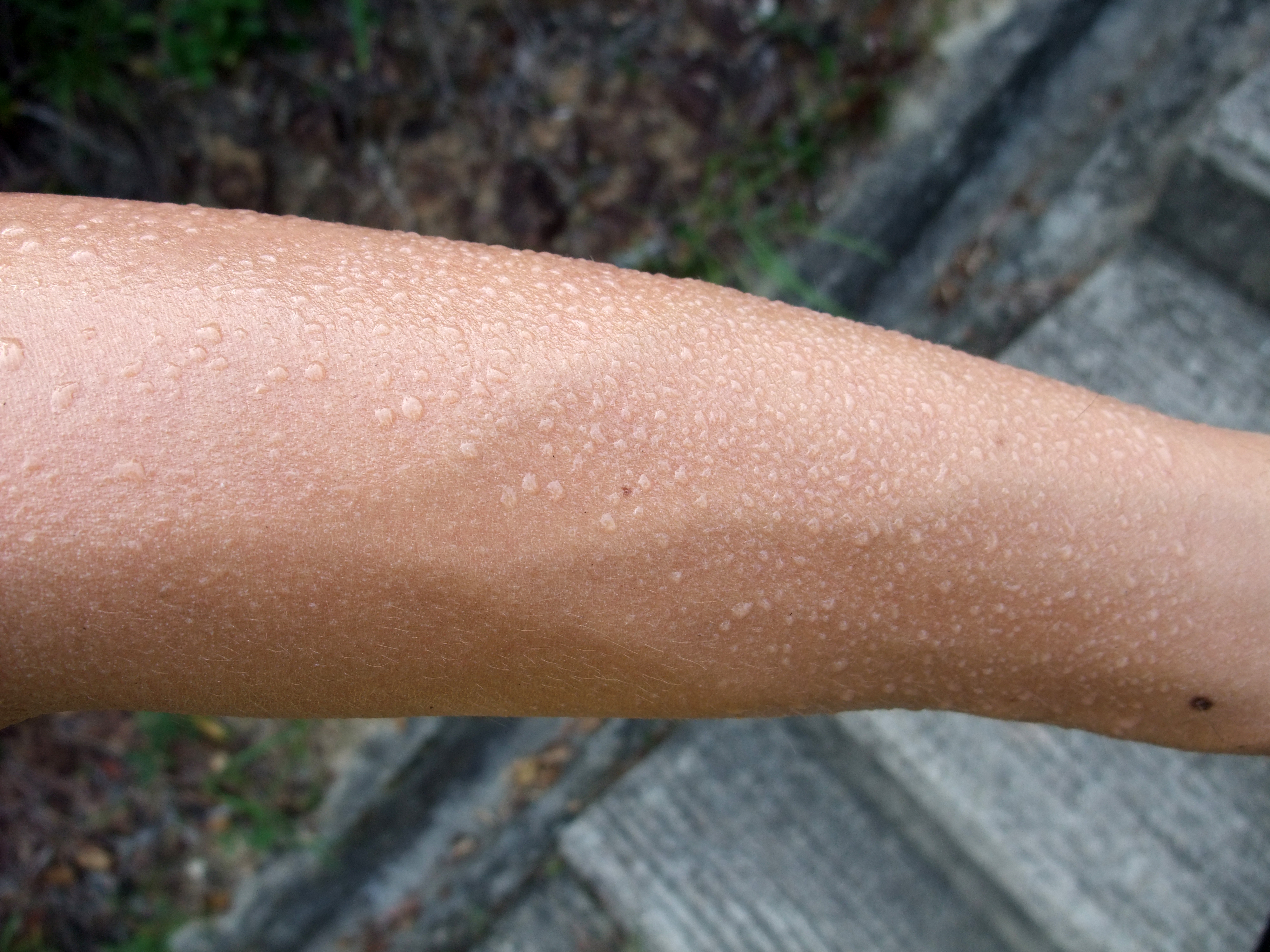
Zweet op de onderarm bij flinke inspanning

Zweten of transpireren is het verlies van lichaamsvocht via de zweetklieren in de huid. Mensen zweten om hun lichaamstemperatuur op peil te houden. Door verdamping van vocht vindt er afkoeling plaats.

## Zweetklier
Zweetklieren komen over de gehele huid voor, maar in de handen, voeten en oksels zijn de meeste zweetklieren aanwezig. Het geproduceerde zweet wordt via poriën (de verbinding tussen zweetklieren en huidoppervlak) naar buiten afgevoerd. Zweet bestaat vooral uit water en zout, maar het bevat ook orthocresol en paracresol, die een antiseptische werking hebben. Een mens produceert per etmaal tussen de 100 en 8000 ml zweet, afhankelijk van de omstandigheden zoals het weer en lichamelijke inspanning. Er kunnen twee soorten zweetklieren worden onderscheiden:

### Exocrien

Apocriene (links) en exocriene (rechts) zweetklieren

Exocriene of eccriene zweetklieren komen over het gehele lichaam voor en spelen een belangrijke rol in de thermoregulatie van de lichaamstemperatuur. Wanneer het lichaam oververhit dreigt te raken door bijvoorbeeld inspanning of koorts kan door het produceren van zweet de oppervlakte van de huid nat worden gemaakt waardoor het lichaam makkelijker afkoelt. Deze klieren komen rechtstreeks uit op de opperhuid en komen veelvuldig voor bij de vrijwel haarloze huid van de mens. Bij dieren met vacht is het zweten weinig effectief daar het grootste deel van de verdamping/afkoeling gebeurt aan de uiteinden van de haren die niet rechtstreeks in contact zijn met het lichaam. Deze dieren gebruiken dan meestal ook andere strategieën dan het zweten om oververhitting te voorkomen.

### Apocrien
Apocriene zweetklieren verspreiden de bekende zweetlucht. Daarnaast verspreiden ze onmerkbare geuren die mede bepalen hoe aantrekkelijk we iemand vinden (feromonen). Ze bevinden zich niet over het gehele lichaam, maar in bepaalde regio’s van de huid. Dit zijn de oksels, de huid rond de anus en rond de tepels. Meestal komen deze klieren uit in de uitgang van een talgklier vlak voordat deze uitkomt in de porie van een haarzakje en verspreiden hierdoor het zweet grotendeels via de haren. Op de kinderleeftijd zijn deze apocriene zweetklieren nog niet ontwikkeld, dat begint pas in de puberteit onder invloed van geslachtshormonen. Tot het moment dat dit olie-achtige zweet uit de klieren aan de oppervlakte van de huid komt is het geurloos. Aan het huidoppervlak wordt het zweet echter door bacteriën omgezet in stoffen die de karakteristieke zweetgeur hebben. Apocrien zweet wordt de hele dag door in kleine hoeveelheden geproduceerd die nauwelijks worden beïnvloed door inspanning of emoties. Angst is wel van invloed op de samenstelling (en geur) van dit zweet; het zogenaamde "angstzweet". Zweetlucht kan ook emoties oproepen. Meestal zijn deze emoties niet erg positief, alhoewel de zweetlucht in bepaalde situaties seksuele gevoelens kan opwekken of versterken.

## Aandoeningen met zweten
- Hyperhidrose: te veel zweten. Kan gelokaliseerd zijn (oksels, handpalmen, gelaat) of gegeneraliseerd. Een bijzondere vorm is het syndroom van Frey of ook wel gustatior zweten. Daarbij ontstaat overmatig zweten op de huid van de wang(en) bij het zien van voedsel.
- Anhidrose: niet in staat zijn om te zweten. Kan voorkomen bij bepaalde congenitale syndromen (vormen van ectodermale dysplasie), bij zenuwbeschadigingen, bij communicatieproblemen tussen de zenuwen en de zweetklieren. Anhidrose komt regelmatig voor door een verstoring in de hersenen.[3]
- Bromhidrose: onaangenaam ruikend zweet kan het gevolg zijn van bacteriële kolonisatie op de huid of (zeldzaam) van stofwisselingsziektes. Iemand kan ook alleen bang zijn dat z'n zweet stinkt.
- Hydroadenitis: veelvuldig ontstoken haarzakjes, de daarin uitmondende talgklieren of de weer daarin uitmondende apocriene zweetklieren.
- Chroomhidrose: gekleurd zweet.
- Bij cystische fibrose kan het zout niet goed uit het zweet gehaald worden.
- Dyshidrotisch eczeem is een eczeem met blaasjes aan handpalmen en voetzolen. Vaak is er ook hyperhidrose. De exacte relatie tussen zweten en eczeem is echter nooit aangetoond. In Nederland wordt daarom vaker de term acrovesiculeus eczeem gehanteerd, hetgeen letterlijk blaasjes aan de uiteinden (handen en voeten) betekent.
- Miliaria is een huidaandoening met blaasjes als gevolg van verstopte zweetkliertjes.

## Transpiratie in de sociologie en in de geschiedenis
Hoewel de transpiratie een natuurlijke reactie van het lichaam is, wordt zweten in het dagelijks leven niet gewaardeerd. Men gebruikt daarom sprays die transpiratie tegengaan. Casanova droeg sponsjes in de oksels van zijn kleding. In de oudheid schaamde men zich voor transpiratie omdat dat op een gebrek aan zelfbeheersing zou duiden. Xenophon vertelt dat de Perzische jeugd niet transpirerend gezien wilde worden, deze lichaamsvochten zouden bij voortdurende lichaamsinspanning, zware arbeid en een ingetogen leven (zo dacht men) immers zijn verdampt of ingedroogd. Uit deze redenering komt de uitdrukking "het luie zweet" voort.
De uitdrukking 'bloed zweten' lijkt uit het Nieuwe Testament te stammen. Daarin wordt geschreven dat Jezus in Gethséhamé aan de vooravond van zijn dood: "En in zwaren strijd zijnde, bad Hij te ernstiger. En zijn zweet werd gelijk grote droppelen bloeds, die op de aarde afliepen". Hoewel in de Bijbel niet staat dat Jezus werkelijk bloed zweette wordt het verschijnsel wel in verband gebracht met hematidrosis. Deze aandoening is als spontane reactie op stress zeer zeldzaam, er zijn zes wetenschappelijk gestaafde gevallen bekend.

## Dieren
Sommige dieren, zoals de hond, hebben nauwelijks zweetklieren. Zij kunnen bij warm weer alleen op andere manieren hun overtollige lichaamswarmte kwijtraken, bijvoorbeeld door speeksel op hun tong te laten verdampen door te hijgen.
darmwandklier · lever · maagwandklier · melkklier · ovaria · pancreas · speekselklieren · talgklier · traanklier · testes · zweetklier